# Terra Nostra
Terra Nostra é uma telenovela brasileira produzida e exibida pela TV Globo de 20 de setembro de 1999 até 2 de junho de 2000, em 221 capítulos. Substituiu Suave Veneno e foi substituída por Laços de Família, sendo a 58ª "novela das oito" exibida pela emissora. 
Criada e escrita por Benedito Ruy Barbosa, com colaboração de Edmara Barbosa e Edilene Barbosa, teve direção de Marcelo Travesso e Carlos Magalhães. A direção geral e de núcleo foram de Jayme Monjardim.
Contou com Thiago Lacerda, Ana Paula Arósio, Raul Cortez, Maria Fernanda Cândido, Antonio Fagundes, Débora Duarte, Ângela Vieira e Marcello Antony.

## Enredo
O cenário é o interior do Brasil entre o final do século XIX e início do século XX. A maior parte da história se passa nas fazendas de café do interior de São Paulo, mostrando a imigração italiana no Brasil, com destaque para o romance de Giuliana e Matteo, dois imigrantes italianos que foram tentar uma vida melhor em terras brasileiras. Giuliana é filha de Giulio e Ana, imigrantes italianos que deixam seu país e vêm para o Brasil a conselho de um amigo compatriota, Francesco. No navio, a jovem apaixona-se por Matteo, e os dois fazem planos de se casar quando chegarem ao Brasil, mesmo os dois nem se conhecendo direito. A morte dos pais de Giuliana, causada pela peste bubônica, e a leve infecção de Matteo pela doença, aproxima ainda mais os dois, que passam uma noite ardente de amor juntos, sendo a primeira vez de Giuliana, antes de o navio atracar no porto de Santos.
Na confusão do desembarque, Giuliana e Matteo se perdem e seguem rumos diferentes. Ela é acolhida por Francesco, um banqueiro milionário, amigo de seus falecidos pais, casado com Janete, mulher prepotente e arrogante, e pai de Marco Antônio, um bon-vivant. Já Matteo vai trabalhar na fazenda de Gumercindo, um barão do café que é casado com Maria do Socorro e pai da meiga Angélica e da cruel Rosana. Assim que vê a italiana, Marco Antônio se apaixona loucamente por ela. Francesco vê com bons olhos o casamento do filho, mas Janete não. Giuliana também rejeita o amor de Marco Antônio, pois está decidida a reencontrar Matteo. Porém, quando ela descobre que espera um filho de Matteo, Marco Antônio vê aí a chance de ficar com sua amada. Ele pede Giuliana em casamento e, com medo, a moça aceita. Entretanto, Janete planeja para que seu filho seja poupado de criar o filho de Giuliana com outro homem. Com a ajuda da governanta Mariana, Janete faz o parto da nora, mas Giuliana desmaia depois de ouvir a criança chorar. Então, Janete manda que Mariana leve a criança para um orfanato distante e depois diz à nora que o bebê nasceu morto.
Enquanto isso, na fazenda de Gumercindo, a beleza de Matteo encanta as irmãs Angélica e Rosana. Angélica é uma moça tímida que quer ser freira, para desgosto do pai. Rosana, impulsiva e de personalidade forte, tenta conquistar o rapaz, sendo repetidamente rejeitada por ele. Entretanto, para forçar Matteo a se casar com ela, Rosana o seduz e inventa que fez amor com o italiano. Para evitar que Angélica entre para o convento, Gumercindo aceita o pedido de casamento de Augusto, jovem com sonhos de se tornar político. Augusto, porém, mantém um caso com Paola, bela e fogosa italiana que chegou na mesma leva que Matteo e Giuliana. Para evitar que Anacleto, o pai da jovem, o force a se casar com ela, Augusto monta uma casa para a moça na cidade de São Paulo, e se casa com Angélica, conforme os planos já acertados. Posteriormente, porém, Angélica e Augusto se mudam para São Paulo, e Paola se torna amiga de Angélica. Assim, Paola percebe que Augusto tem uma boa mulher, e rompe o caso com ele.
Entretanto, por motivos de negócios, Gumercindo se aproxima de Francesco. A esta altura, Matteo já está casado com Rosana, com quem tem um filho, e Giuliana teve uma filha com Marco Antônio, Aninha. Mas o verdadeiro destino do filho de Giuliana e Matteo é descoberto, e o casamento de Francesco e Janete vai por água abaixo, e Giuliana também se separa de Marco Antônio. Mas para ambos viverem esse grande amor, restam deixarem o passado para trás, e isso inclui duas pedras no caminho do casal que terão de serem superadas: a da asquerosa Rosana e a do egocêntrico Marco Antônio. Mas no fim tudo dá certo, Giuliana se casa com Matteo, eles têm mais um filho, e Matteo aceita criar Aninha, filha de Giuliana com Marco Antônio e ficam muito felizes de reencontrar o filho que eles tiveram.

## Elenco
| Intérprete             | Personagem                                    |
| ---------------------- | --------------------------------------------- |
| Ana Paula Arósio       | Giuliana Splendore                            |
| Thiago Lacerda         | Matteo Batistela                              |
| Raul Cortez            | Francesco Magliano                            |
| Maria Fernanda Cândido | Paola Spezatto                                |
| Antonio Fagundes       | Gumercindo Telles de Aranha                   |
| Débora Duarte          | Maria do Socorro Teles de Aranha              |
| Ângela Vieira          | Janete Magliano                               |
| Marcello Antony        | Marco Antônio Magliano                        |
| Carolina Kasting       | Rosana Telles de Aranha                       |
| Palomma Duarte         | Angélica Telles de Aranha                     |
| Gabriel Braga Nunes    | Augusto Marcondes                             |
| Antonio Calloni        | Bartolo Migliavacca                           |
| Lu Grimaldi            | Leonora Migliavacca                           |
| Cláudia Raia           | Hortência Hernandez                           |
| Tânia Bondezan         | Governanta Mariana                            |
| Lolita Rodrigues       | Dolores Martinez                              |
| Juan Alba              | Josué                                         |
| Bianca Castanho        | Florinda                                      |
| Danton Mello           | Bruno                                         |
| Fábio Dias             | Amadeo                                        |
| Elias Gleizer          | Padre Olavo                                   |
| Gésio Amadeu           | Damião                                        |
| Débora Olivieri        | Inês Spezatto                                 |
| Mário César Camargo    | Anacleto Spezatto                             |
| Jackson Antunes        | Antenor                                       |
| Adriana Lessa          | Naná                                          |
| Odilon Wagner          | Altino                                        |
| Roberto Bomtempo       | Delegado Eriberto                             |
| José Dumont            | Batista                                       |
| Raymundo de Souza      | Renato                                        |
| Helena Fernandes       | Belinha                                       |
| Fernanda Muniz         | Luísa                                         |
| Tarciana Saad          | Matilde                                       |
| Paulo de Almeida       | Toninho                                       |
| Sônia Zagury           | Antônia                                       |
| Adhenor de Souza       | Juvenal                                       |
| Guilherme Bernard      | José Alceu                                    |
| Ticiane Pinheiro       | Nina                                          |
| André Luiz Miranda     | Tiziu                                         |
| Nicolas Prattes        | Francesco Splendore Batistela (Francesquinho) |
| Vinícius Souza         | Juanito / falso Francesquinho                 |

### Participações especiais
| Intérprete              | Personagem                                     |
| ----------------------- | ---------------------------------------------- |
| Gianfrancesco Guarnieri | Giulio Splendore                               |
| Bete Mendes             | Ana Splendore                                  |
| Paulo Figueiredo        | Comandante Freire                              |
| José Augusto Branco     | Dr. Amorim                                     |
| Dill Costa              | Flor, mãe de Naná                              |
| Felipe Wagner           | Hernandez, sócio de Francesco                  |
| Pietro Mário            | Benetti, sócio de Francesco                    |
| Duda Mamberti           | Januário, sócio de Francesco                   |
| Francisco Carvalho      | Zé Bento, charreteiro que ajuda Matteo a fugir |
| Mara Manzan             | Dona Aurora, costureira do vestido de Giuliana |
| Serafim Gonzalez        | Padre Vitor, celebra o casamento de Giuliana   |
| Deborah Evelyn          | Evangelina                                     |
| Arlete Salles           | Irmã Tereza                                    |
| Ilva Niño               | Irmã Letícia                                   |
| Cássio Gabus Mendes     | Clausewitz                                     |
| Chico Anysio            | Barão Josué Medeiros                           |
| Carlos Vereza           | Prof. Amado                                    |
| Roberto Bonfim          | Agente Justino                                 |
| Antônio Abujamra        | Coutinho Abreu                                 |
| Sérgio Viotti           | Dr. Ivan Maurício                              |
| Guilherme Leme          | Capitão Macário                                |
| Luciano Vianna          | Epaminondas                                    |
| Lafayette Galvão        | Cesquim                                        |
| Rosane Gofman           | Quitéria                                       |
| David Y. W. Pond        | Tibiko                                         |

## Produção
Para produzir Terra Nostra, a TV Globo optou por grandes investimentos. Os primeiros capítulos mostraram os imigrantes a bordo de um navio rumo ao Brasil, a produção deles custou R$1,2 milhões. O primeiro mês de gravações consumiu 4 milhões de reais e imagens reais foram inseridas em sequências de imagens gravadas, dando maior veracidade à trama. As cenas da travessia e do desembarque de imigrantes usam mais de trezentos figurantes. A pesquisa de um navio, exportando os italianos para o Brasil, levou bastante tempo.
Desde inúmeras pesquisas, o navio S.S. Shieldhall, de 1940, foi encontrado no sul da Inglaterra e foi devidamente adaptado para transformar-se no Andrea I da história. No entanto, como impossibilitaria transportar o navio para o Brasil, uma equipe com mais de cinquenta pessoas, incluindo técnica, produção e elenco, viajou para Southampton. Os dois primeiros capítulos foram gravados ali por mais de 8 dias.
O programa satírico Casseta e Planeta Urgente parodiou a trama com os respectivos títulos: Perna à Mostra, Enterra na Nostra e Teta a Mostra.

### Escolha do elenco
Taís Araújo foi a primeira cogitada para viver a escrava Naná. A atriz chegou a gravar a cena do parto em que a personagem dava à luz ao filho varão de Gumercindo (Antônio Fagundes). A mesma cena foi refeita depois por Adriana Lessa, que levou o papel. Taís foi considerada pela direção muito nova para viver a personagem.

## Exibição

### Exibição internacional
Em novembro de 1999, dois meses após estrear no Brasil, Terra Nostra foi ao ar na emissora portuguesa SIC. A trama se tornou uma das mais vendidas no exterior - o que resultou em ser exibida em mais de 95 países (entre eles: Colômbia, Croácia, El Salvador, Espanha, França, Guatemala, Honduras, Israel, Itália, Letônia, Lituânia, Marrocos, Romênia e Sérvia).

### Reprises
Foi reexibida no Vale a Pena Ver de Novo de 7 de junho até 5 de novembro de 2004, em 106 capítulos, substituindo Corpo Dourado e sendo substituída por Deus Nos Acuda. Durante a reprise, a exibição dos capítulos dos dias 16, 18, 25 e 26 de agosto foi cancelada devido à transmissão dos Jogos Olímpicos de Verão. Por isso, a trama fechou com 106 capítulos - quatro a menos do previsto.
O canal de televisão por assinatura Viva reprisou a telenovela de 28 de fevereiro até 21 de agosto de 2019, em uma versão internacional de 150 capítulos, substituindo Baila Comigo e sendo substituída por Selva de Pedra, às 14h30 e 0h45. A escolha para esta edição se deve aos problemas com os direitos autorais da trilha sonora da trama.
Será reexibida novamente na TV Globo na faixa intitulada Edição Especial a partir de 1 de setembro de 2025, substituindo História de Amor, às 14h45 após o Jornal Hoje. É a primeira novela das 20h a ser exibida na nova faixa de reprises da emissora, antes reservada apenas para tramas leves das faixas das 18h e 19h, sendo uma das tramas escolhidas em comemoração aos 60 anos do canal.

### Outras mídias
Em 9 de novembro de 2020, foi disponibilizada na versão internacional pelo Globoplay, como parte do Projeto Resgate.
Em dezembro de 2023, durante a CCXP, Erick Brêtas, então CEO do Globoplay e diretor de produtos digitais e canais pagos do Grupo Globo, anunciou que os problemas com os direitos da trilha sonora foram resolvidos e a íntegra da novela seria disponibilizada na plataforma em 2024.
No dia 27 de maio de 2024, foi atualizada para versão integral com 221 capítulos pela plataforma de streaming da Globo como parte do Projeto Originalidade, em formato de imagem restaurado em 4:3 (bordas pretas ao lado), além de aberturas, vinhetas de intervalo e encerramento, com toda a sua característica original, na época de exibição.

## Música

### Volume I
Capa: Ana Paula Arósio.
| N.º            | Título                                               | Música                              | Personagem         | Duração |  |
| 1.             | "Tormento D'Amore"                                   | Agnaldo Rayol e Charlotte Church    | Abertura           | 04:20   |  |
| 2.             | "O Sole Mio!"                                        | José Augusto                        | Geral              | 04:32   |  |
| 3.             | "Comme Facette Mаmmeta"                              | Toquinho                            | Angélica e Augusto | 03:25   |  |
| 4.             | "La Signora Di Trent' Anni Fa"                       | Emílio Santiago                     | Marco Antônio      | 02:55   |  |
| 5.             | "Luna Rossa"                                         | Caetano Veloso                      | Francesco e Paola  | 05:27   |  |
| 6.             | "Come Le Rose"                                       | Mafalda Minnozzi                    | Bruno e Florinda   | 04:27   |  |
| 7.             | "Malía"                                              | Sandy & Júnior                      | Rosana             | 03:36   |  |
| 8.             | "Non Ti Scordar Di Me"                               | Paulo Szot e David Marcondes        | Geral              | 04:22   |  |
| 9.             | "Lacreme Napulitane / Vurria"                        | Zizi Possi                          | Giuliana e Matteo  | 05:12   |  |
| 10.            | "Funiculi Funicula"                                  | Família Lima                        | Italianos          | 02:57   |  |
| 11.            | "Santa Lucia Luntana"                                | Jerry Adriani                       | Bartolo            | 03:03   |  |
| 12.            | "'O Surdato 'Nnammurato"                             | Netinho                             | Paola              | 03:47   |  |
| 13.            | "Canzone Per Un Sognatore"                           | Marcus Viana                        | Matteo             | 03:32   |  |
| 14.            | "Speranza: Cavalleria Rusticana / Tarantela / Tosca" | Marcus Viana e Transfônica Orkestra | Geral              | 07:29   |  |
| Duração total: | Duração total:                                       | Duração total:                      | Duração total:     | 59:04   |  |

### Volume II
- Capa: Maria Fernanda Cândido e Raul Cortez

| N.º            | Título                        | Música                                 | Personagem                    | Duração |  |
| 1.             | "Noi Ci Ammiamo"              | Maria Fernanda Cândido e Raul Cortez   | Paola e Francesco             | 04:15   |  |
| 2.             | "Maria Dolores"               | Alexandre Flores                       | Dolores                       | 04:36   |  |
| 3.             | "Um Amor Puro"                | Djavan                                 | Giuliana e Matteo             | 05:23   |  |
| 4.             | "Sancta Maria"                | Andrea Bocelli                         | Geral                         | 03:33   |  |
| 5.             | "Canzone Per Te"              | Roberto Carlos                         | Janete e Josué                | 03:01   |  |
| 6.             | "Você É Meu Destino"          | Rodrigo Faro                           | Angélica e Augusto            | 04:27   |  |
| 7.             | "Cuore Pellegrino"            | Roberta Lombardi                       | Maria do Socorro              | 03:13   |  |
| 8.             | "Tous Les Visages de L'Amour" | Gilbert                                | Hortência e Amadeo            | 02:50   |  |
| 9.             | "That's Amore"                | Dean Martin                            | Bruno e Florinda              | 03:07   |  |
| 10.            | "Mamãe Bahiana"               | Cris Aflalo                            | Geral                         | 03:34   |  |
| 11.            | "Vai Se Chamar Saudade"       | Antonio Fagundes                       | Gumercindo                    | 02:54   |  |
| 12.            | "La Maestá il Sabiá"          | Roberta Miranda e Chitãozinho & Xororó | Gumercindo e Maria do Socorro | 04:04   |  |
| 13.            | "Me Pede Prá Ficar"           | Carla Castro                           | Geral                         | 03:45   |  |
| 14.            | "Flores No Coração"           | Camila Titinger                        | Giuliana                      | 03:41   |  |
| 15.            | "Tormento D'Amore"            | Marcus Viana e Transfônica Orkestra    | Leonora                       | 03:23   |  |
| Duração total: | Duração total:                | Duração total:                         | Duração total:                | 55:44   |  |

## Audiência
O primeiro capítulo da trama teve média de 51 pontos, com picos de 55. Sua menor audiência é de 25 pontos, alcançada em 31 de dezembro de 1999. Seu último capítulo teve média de 53 pontos, com picos de 58. Teve média geral de 44 pontos, e elevou em 6 pontos a audiência do horário.
A reprise no Vale a Pena Ver de Novo estreou com uma média de 16 pontos. Sua menor audiência é de 13 pontos, alcançada em 11 de junho de 2004. Já sua maior audiência é de 27 pontos, alcançada em 19 de julho de 2004. Por vários dias, a audiência da trama oscilava entre 14 e 18 pontos, abaixo da meta que era 20 pontos. Além disso, várias vezes chegou a ser ameaçado pelo SBT, que no mesmo horário reprisava novelas mexicanas. Por causa disso, a reprise saiu do ar antes do previsto. 

## Prêmios
| Ano  | Prêmio                          | Categoria                 | Indicado                             | Resultado |
| ---- | ------------------------------- | ------------------------- | ------------------------------------ | --------- |
| 1999 | Prêmio Arte Qualidade Brasil    | Atriz Coadjuvante         | Ângela Vieira                        | Venceu    |
| 1999 | Prêmio Arte Qualidade Brasil    | Ator Coadjuvante          | Antonio Calloni                      | Venceu    |
| 1999 | Prêmio Arte Qualidade Brasil    | Atriz Revelação           | Bianca Castanho                      | Venceu    |
| 1999 | Prêmio Extra                    | Melhor Novela             | Benedito Ruy Barbosa                 | Venceu    |
| 1999 | Prêmio Globo de Melhores do Ano | Melhor Ator Coadjuvante   | Antonio Calloni                      | Venceu    |
| 1999 | Prêmio Globo de Melhores do Ano | Melhor Atriz Coadjuvante  | Lu Grimaldi                          | Venceu    |
| 1999 | Prêmio Globo de Melhores do Ano | Melhor Ator Revelação     | Thiago Lacerda                       | Venceu    |
| 1999 | Prêmio Globo de Melhores do Ano | Melhor Atriz Revelação    | Maria Fernanda Cândido               | Venceu    |
| 1999 | Prêmio Globo de Melhores do Ano | Destaque do Ano           | André Luiz Miranda                   | Venceu    |
| 2000 | Troféu APCA                     | Melhor Programa de TV     | Benedito Ruy Barbosa Jayme Monjardim | Venceu    |
| 2000 | Troféu APCA                     | Melhor Atriz              | Débora Duarte                        | Venceu    |
| 2000 | Troféu APCA                     | Melhor Revelação Feminina | Lu Grimaldi                          | Venceu    |
| 2000 | Troféu Imprensa                 | Melhor Novela             | Benedito Ruy Barbosa                 | Venceu    |
| 2000 | Troféu Imprensa                 | Melhor Atriz              | Ana Paula Arósio                     | Venceu    |
| 2000 | Troféu Imprensa                 | Melhor Ator               | Raul Cortez                          | Venceu    |
| 2000 | Troféu Imprensa                 | Revelação do Ano          | Maria Fernanda Cândido               | Venceu    |
| 2000 | Troféu Imprensa                 | Melhor Ator               | Antonio Fagundes                     | Indicado  |
| 2000 | Troféu Imprensa                 | Melhor Revelação          | Thiago Lacerda                       | Indicado  |